# Stare (Adamowizna)
Stare – część wsi Adamowizna, położonej w Polsce, w województwie mazowieckim, w powiecie grodziskim, w gminie Grodzisk Mazowiecki. Znajduje się tutaj położona nad stawem zabytkowa willa dr. Mateusza Chełmońskiego (ul. Chełmońskiego 6).
W latach 1975–1998 miejscowość administracyjnie należała do województwa warszawskiego.